# Kanabinoid

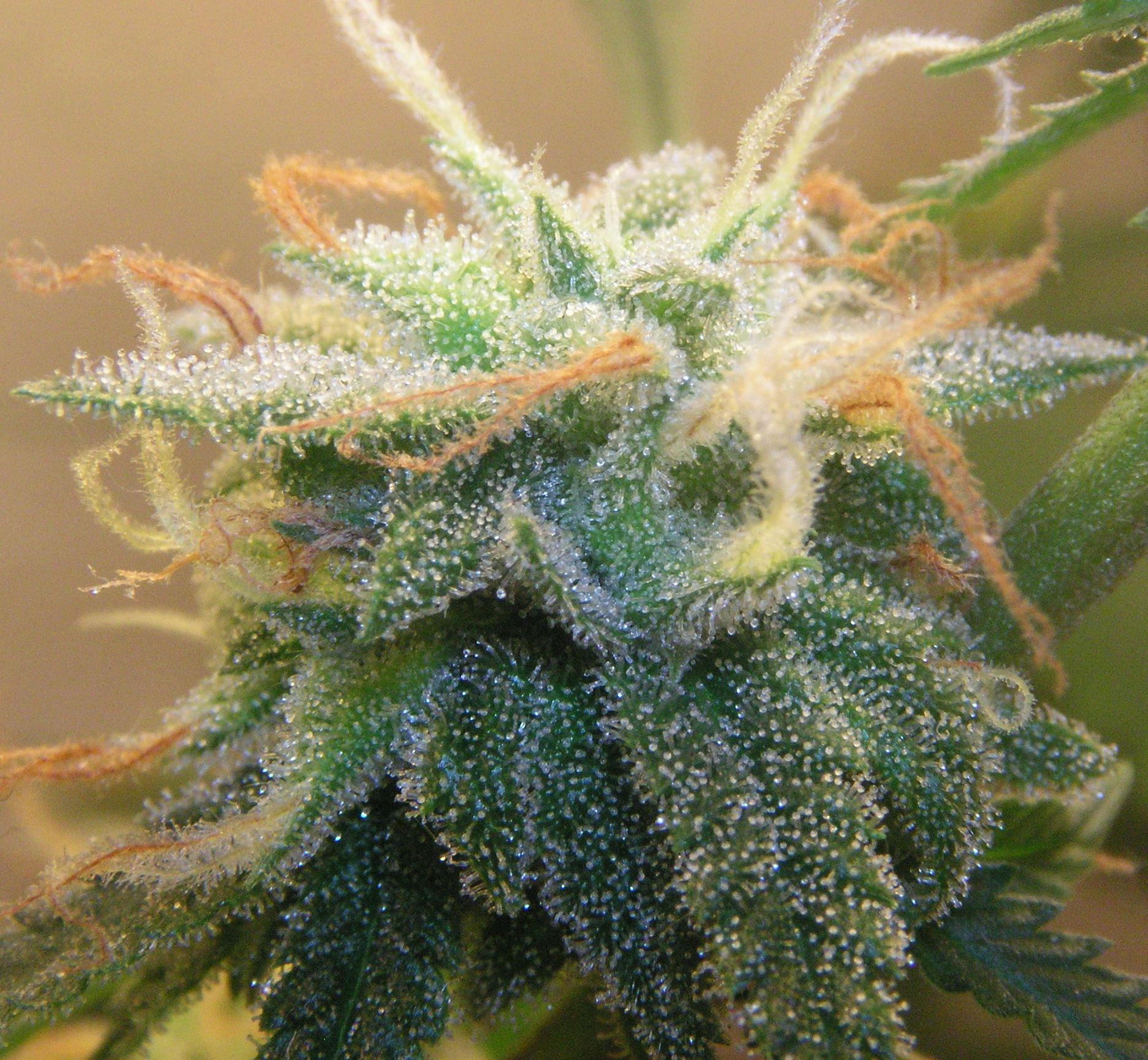
Listeny, které obklopují květy konopí setého, jsou posety trichomy obsahujícími kabaninoidy

Kanabinoidy (z lat. Cannabis–konopí) jsou látky, vyskytující se v přírodě zejména v rostlinách konopí (Cannabis) a většině zvířat. Je známo přes 100 druhů. Mezi nejvýznamnější patří tetrahydrokanabinol (THC), kanabidiol (CBD), kanabinol (CBN) a kanabichromen (CBC).
Systém jejich využívání živými organismy se nazývá kanabinoidní systém. Tento systém existuje již přes 600 miliónů let a vyvinul se v dávných dobách ještě před příchodem dinosaurů. Neustále se vyvíjí a je přítomný ve všech vyšších živočišných druzích. Kanabinoidní systém má klíčový vliv na celou řadu životních funkcí včetně rozmnožování a také příjmu potravy.
Vědecké práce provedené v posledních letech poukazují na to, že se kanabinoidní receptory nacházejí v centrální nervové soustavě a mnoha periferních tkáních včetně imunitního, reprodukčního a zažívacího systému, v sympatetických gangliích, hormonálních žlázách, tepnách, plicích a srdci, v oku a v kostech, zažívacím ústrojí a v pokožce. Předpokládá se, že se tento seznam v příštích letech ještě rozšíří a tím se i otevře cesta k výzkumu léčebných účinků kanabinoidů u dalších nemocí.
V minulosti byl hlavní důraz kladen na klinický výzkum účinnosti kanabinoidů pro léčení chronické bolesti a nervových poruch, ale dnes se již zkoumají i jejich účinky na léčbu nádorových onemocnění a chorob souvisejících s poruchami imunitního systému jako revmatoidní artritida, cukrovka, lupénka, roztroušená sklerózaapod. Kanabinoidy mají antioxidační a neuroprotektivní vlastnosti využitelné při mírnění průběhu neurodegenerativních onemocnění jako je Parkinsonova nemoc a Alzheimerova choroba. Další potenciál se skrývá v možnosti využití kanabinoidů pro léčbu alkoholové a drogové závislosti, deprese, posttraumatické stresové poruchy (PTSD),schizofrenie a fibromyalgie. Kanabinoidy mají velký potenciál významně zmírňovat symptomy chronických zánětlivých střevních onemocnění (IBD) jako je Crohnova nemoc a Ulcerózní kolitida. Kanabinoidy jsou prakticky jediný účinný lék k neinvazivní léčbě glaukomu (zelený zákal).[zdroj⁠?!] Pomáhají též ke vstřebávání vzduchově-kapalinových kolekcí v mozkových plenách při pooperačních a poúrazových stavech.[zdroj⁠?!] Studie ukazují, že kanabinoidy dokáží zpomalovat vývoj rakovinných buněk, bránit tvorbě nových, případně zabíjet již existující.

## Syntéza a dekarboxylace
Prvním kanabinoidem, který rostlina konopí produkuje je kyselina kanabigerolová (CBGa), ze které jsou syntetizovány karboxylové kyseliny THCa, CBDa, CBCa a z nich dekarboxylací vznikají THC, CBD, CBC. Z CBGa také dekarboxylací vzniká CBG. Dekarboxylace probíhá časem přirozeně nebo je možné proces urychlit použitím teplot kolem 100 °C. THC dále za přístupu kyslíku časem degraduje a mění se v CBN.

## Funkce endokanabinoidního systému
Lidské tělo si vyrábí látky zvané endokanabinoidy, které se vážou na kanabinoidní receptory a jejich prostřednictvím působí na organismus. Tyto receptory se nachází v různých orgánech, v kůži a především v mozku, mimo oblastí zodpovědných za respirační a kardiovaskulární funkce. Proto u léků na bázi kanabinoidů nehrozí riziko respiračních a kardiovaskulárních poruch, které jsou u řady jiných léků běžným vedlejším účinkem.[zdroj?]
Jednou z látek, které se na výše zmíněné receptory vážou, je endokanabinoid anandamid. Anandamid poprvé izoloval Doc. RNDr. Lumír Ondřej Hanuš, DrSc. (nar. 1947), když působil na Hebrejské universitě v Jeruzalémě v roce 1992.